# Selaginella cheiromorpha
Selaginella cheiromorpha är en mosslummerväxtart som beskrevs av Arthur Hugh Garfit Alston. Selaginella cheiromorpha ingår i släktet mosslumrar, och familjen mosslummerväxter. Inga underarter finns listade i Catalogue of Life.